# Angraecum baronii
Angraecum baronii är en orkidéart som först beskrevs av Achille Eugène Finet, och fick sitt nu gällande namn av Rudolf Schlechter. Angraecum baronii ingår i släktet Angraecum och familjen orkidéer. Inga underarter finns listade i Catalogue of Life.